# Question rhétorique

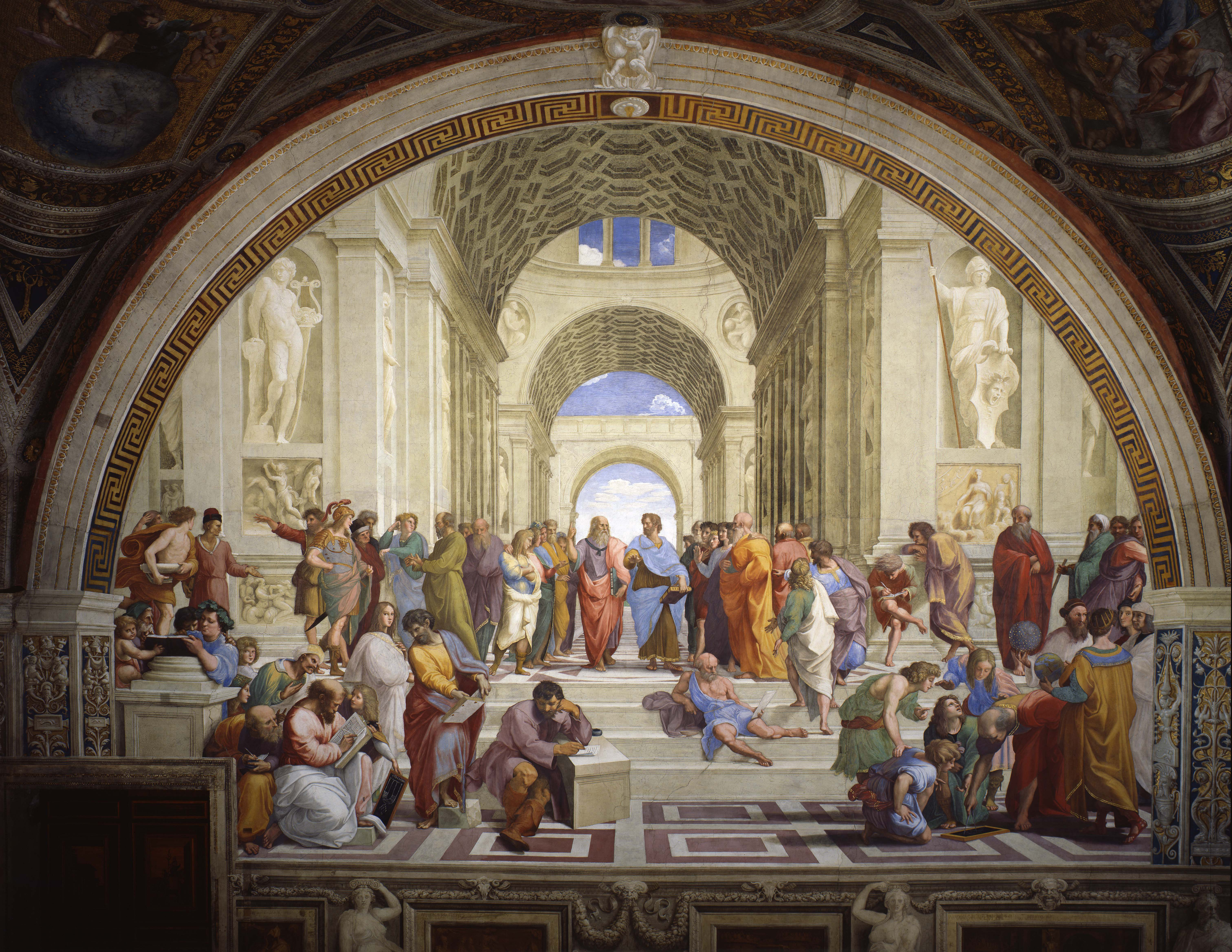
Raphaël, L'École d'Athènes.

Une question rhétorique (ou  question oratoire) est une figure de style qui consiste à poser une question n'attendant pas de réponse, cette dernière étant connue par celui qui la pose.  

## Définition

### Définition linguistique
La question oratoire, ou « interrogation oratoire », est la forme la plus rhétorique de la question et de l'assertion déguisée. Ainsi le poète français Marcel Courault la nomme « fausse interrogation ». Paradoxalement, cette figure a en effet une valeur affirmative, en dépit d'un tour souvent négatif :

« Ah ! Fallait-il en croire une amante insensée ? Ne devais-tu pas lire au fond de ma pensée ? »

— Jean Racine, Andromaque.
Elle se fait à l'oral avec une intonation spécifique, qui renforce la réponse que sa production sous-entend. En effet, le locuteur de la question oratoire n'attend pas de réponse.

### Définition stylistique
La visée principale de la question rhétorique est de communiquer des impressions :

« Qu'y a-t-il de plus vivant que les troupeaux ? [dans les peintures rupestres] »

— Henri Michaux, Passages.
Néanmoins, la figure peut conduire à des effets complexes, comme celui produit par une autre figure de style : l'euphémisme. En effet, la fausse question peut permettre d'atténuer des propos blessants ou choquants, voire des accusations. Elle est ainsi employée par les avocats, lors des plaidoiries ou lors des réquisitoires, pour masquer notamment l'horreur de certains faits jugés (un crime par exemple).
La stupéfaction peut également être un effet permis par la question oratoire. Cependant, dans bien des emplois littéraires de cette figure, il existe souvent un exercice habile, une espèce de « trucage » de l'auteur pour décrire une scène sans instaurer un cadre descriptif, à l'insu du lecteur en quelque sorte. Ainsi dans Le Cid, Corneille nous donne à voir une scène sans recourir à une description ou des didascalies : en usant seulement de questions rhétoriques professées par le personnage parlant :

« Elvire, où sommes-nous ? Et qu'est-ce que je vois ?

Rodrigue en ma maison ! Rodrigue devant moi ! »

Cette séquence alterne symétriquement deux questions rhétoriques dans un même vers, marquant la stupéfaction de Chimène, puis dans le second vers, deux réponses permettant de décrire la scène : la présence de Rodrigue.
Dans certains contextes (syndicaux, politiques, militaires, etc.), les questions rhétoriques animent les harangues du locuteur.
En rhétorique, la question rhétorique peut amener deux types de manœuvres oratoires :
- soit amener le public à prendre une décision (délibération) ;
- soit en s'interrogeant soi-même on feint de proposer une objection (dubitation).

## Genres concernés
L'art oratoire propose un exercice de rhétorique nommé « subjection » qui consiste à user de questions oratoires et de réponses immédiates fournies par le même locuteur, afin notamment de faire croire avoir obtenu l'aveu de l'adversaire. Cet exercice appelé également « hypobole » dévoile toute la force de cette figure, très courante du reste à l'oral :

« Que veux-tu que je fasse ? Je ne peux quand même pas... »

Néanmoins cet emploi, qui peut prendre des dimensions importantes dans un texte, nécessite toute une construction argumentative destinée à piéger l'interlocuteur. L’auteur anonyme de La Rhétorique à Herennius (Ier siècle av. J.-C.) exploite ce ressort :

« Je me demande comment cet homme est devenu si riche : lui a-t-on laissé un ample patrimoine ? Tous les gens de son père ont été vendus. Lui est-il survenu quelque héritage ? Non, tous ses parents l'ont déshérité... »

Ici, l’auteur alterne questions rhétoriques et réponses immédiates, ne permettant pas à l'adversaire de se défendre.
Les questions oratoires sont particulièrement utilisées en rhétorique, mais aussi en poésie, ainsi que dans les dialogues de théâtre, comme chez Jean Giraudoux dans Electre.
Socrate, par sa méthode dite de la maïeutique use de la question rhétorique, qui ponctue sans cesse ses dialogues philosophiques :

« Est-ce que, dans ces choses où nous sommes des inutiles, nous serons des philoi pour quelqu'un, et est-ce que quelqu'un nous aimera ? - Certes, non. »

— Phèdre, 210 c.

## Historique de la notion
Pierre Fontanier l'appelle : « interrogation figurée » car il y voit une manœuvre du locuteur à son allocutaire qui le place dans l'impossibilité de pouvoir ni nier ni répondre.
En linguistique moderne (pragmatique), on appelle question rhétorique une question qui attend une réponse dichotomique : soit oui soit non, par opposition aux questions indirectes, qui attendent une réponse construite comme dans « Avez-vous l'heure ? ». L'interlocuteur ne répondra pas oui mais donnera l'heure. Bien que synonymes, les deux occurrences ne doivent pas être confondues.

### Figures proches
Figure « mère » : question (grammaire)
Figures « filles » : subjection (technique rhétorique)
Paronymes : questions (sens classique)
Synonymes : pseudo-interrogation, fausse interrogation,
Antonymes : aucun